# Històries imprevistes
Històries imprevistes (original en anglès, Roald Dahl's Tales of the Unexpected) és una col·lecció de setze contes curts escrita per Roald Dahl i publicada al 1979. Totes les històries van ser promptament publicades en diferents revistes, i posteriorment es van editar en les col·leccions Someone Like You i Kiss Kiss.
La intriga, l'humor negre i el desenllaç que estableix una complicitat amb el lector, són els principals elements que adornen la narrativa d'aquest llibre que, igual que en els seus contes per a nens, també estableix una rondalla moral en la majoria dels casos.
També existeixen alguns temes recurrents, com són les apostes absurdes (Tast, L'home del sud, De cap), el burlador burlat (Plaure de clergue, La senyora Bixby i l'abric del coronel), la dona submisa que sobtadament vessa de forma explosiva el ressentiment albergat contra el seu marit (xai al forn, Camí del cel) o la venjança de l'home humiliat (Nunc Dimittis), entre d'altres.
Amb elements extraordinaris, el sentit de l'humor de sempre i l'enginy que el caracteritza, Roald Dahl ens mostra, una vegada més, el seu domini del sobrenatural, el terror i l'humor alhora que supera, com sempre, les expectatives de tots els lectors, ja siguin grans o petits.